# Honor X8
Honor X8 — смартфон середнього рівня, розроблений компанією Honor, що входить у серію «X». Був представлений 11 березня 2022 року.
В Китаї 28 жовтня 2021 року разом Honor X30 Max був представлений Honor X30i, який відрізняється від Honor X8 камерами, процесором та підтримкою 5G.

## Дизайн
Екран виконаний зі скла. Задня панель з глянцевого пластику у синьому кольорі та матового у всіх інших кольорах. Задня панель та Бокова частина виконана з матового пластику.
За дизайном моделі майже ідентичні, але коли в X8 спалах знаходиться посередині квадратного блоку камери, то в X30i — замість четвертої камери.
Знизу розміщені роз'єм USB-C, динамік, мікрофон та 3.5 мм аудіороз'єм. Зверху розташований другий мікрофон. З лівого боку розташований залежно від версії в X8 слот під 1 або 2 SIM-картки та тільки під 2 SIM-картки в X30i. З правого боку розміщені кнопки регулювання гучності та кнопка блокування смартфона, в яку вбудований сканер відбитків пальців.
Honor X8 продається продається в 3 кольорах: чорному (Midnight Black), синьому (Ocean Blue) та сріблястому (Titanium Silver).
В Китаї Honor X30i продається в 4 кольорах: чорному (Magic Night Black), синьому (Charm Sea Blue), сріблястому (Titanium Silver) та Rose Gold.

## Технічні характеристики

### Платформа
Honor X8 отримав процесор Qualcomm Snapdragon 680 та графічний процесор Adreno 610.
Honor Play 30 Plus отримав процесор MediaTek Dimensity 810 та графічний процесор Mali-G57 MC2.

### Батарея
Батарея отримала об'єм 4000 мА·год та підтримку 22.5-ватної швидкої зарядки.

### Камери
Honor X8 отримав основну квадрокамеру 64 Мп, f/1.8 (ширококутний) з фазовим автофокусом + 5 Мп, f/2.2 (ультраширококутний) + 2 Мп, f/2.4 (макро) + 2 Мп, f/2.4 (сенсор глибини). Фронтальна камера отримала роздільність 16 Мп, світлосилу f/2.5 (ширококутний).
Honor X30i отримав основну потрійну камеру 48 Мп, f/1.8 (ширококутний) з фазовим автофокусом + 2 Мп, f/2.4 (макро) + 2 Мп, f/2.4 (сенсор глибини). Фронтальна камера отримала роздільність 8 Мп, світлосилу f/2.0 (ширококутний).
Основна та фронтальна камера всіх моделей має здатність запису відео в роздільній здатності 1080p@30fps.

### Екран
Екран IPS LCD, 6.7", FHD+ (2388 × 1080) зі щільністю пікселів 391 ppi, співвідношенням сторін 19.9:9, частотою оновлення дисплею 90 Гц та круглим вирізом під фронтальну камеру, що розміщений зверзу в центрі.

### Пам'ять
Honor X8 продається в комплектації 6/128 ГБ.
Honor X30i продається в комплектаціях 6/128, 8/128 та 8/256 ГБ.

### Програмне забезпечення
Honor X8 був випущений на Magic UI 4.2, а X30i — Magic UI 5.0. Обидві на базі на базі Android 11. Honor X30i призначений виключно для ринку Китаю, тож у нього відсутні сервіси Google Play, а на X8 — присутні.